# Greysia Polii
Greysia Polii (n. 11 ago 1987 a Jakarta) és una esportista d'Indonèsia que competeix en bàdminton en la categoria de dobles. La seva parella actual és Nitya Krishinda Maheswari. Polii segueix sent una atleta amb talent, fins i tot després d'haver estat trobat culpable d'arranjament de partits en els Jocs Olímpics de 2012.